# Первеева, Мария Дмитриевна
Мария Дмитриевна Первеева (1879, Задонск Воронежской губернии — не ранее 1937) — эсерка, учительница, член Всероссийского учредительного собрания.

## Биография
Родом из крестьян. Выпускница Высших педагогических курсов, по специальности учительница. С 1894 участвовала в работе кружков самообразования. В 1894 году впервые арестована. Снова арестована в 1901. Член Валуйской организации эсеров. В 1905 году вместе с А. И. Пеленкиным, Р. Ю. Будбергом и учителем П. В. Гуковым организовала революционный кружок в Валуйском уезде, устраивавшем многочисленные нелегальные крестьянские сходки. В 1906 член Воронежского губернского комитета партии социалистов-революционеров (губком ПСР). Занималась пропагандой среди крестьян, тогда же была снова арестована, но освобождена из-под ареста крестьянами. Эмигрировала. В 1907 вернулась в Россию. В январе 1907 года вошла в крестьянскую комиссию при воронежском губкоме ПСР. Опять арестована в г. Воронеже, приговорена к каторге. Провела в общей сложности в царских тюрьмах 10 лет. До 1917 года находилась в иркутской ссылке.
Осенью 1917 году избрана во Всероссийское учредительное собрание в Воронежском избирательном округе по списку № 3 (эсеры). Одна из 10 женщин, избранных в Учредительное собрание.
В советское года состояла в Обществе политкаторжан и ссыльнопоселенцев. Получала пенсию, работала артели «Политкаторжанин» в посёлке Хоста. 27 ноября 1937 года осуждена тройкой УНКВД Краснодарского края на 8 лет ИТЛ. Западные источники указывают, что она погибла в лагерях. Реабилитирована 12 апреля 1963 года.